# Bob Taft
Robert Alphonso "Bob" Taft II, född 8 januari 1942 i Boston, Massachusetts, är en amerikansk republikansk politiker. Han var Ohios guvernör 1999–2007.
Taft besegrade demokraten Lee Fisher i guvernörsvalet 1998 med 50 procent av rösterna. Fisher fick 45 procent av rösterna. Taft vann klart i guvernörsvalet 2002 mot demokraten Tim Hagan.
Taft forskar vid University of Dayton sedan augusti 2007.
Tafts far Robert Taft Jr. var senator för Ohio 1971–1976. Bob Taft heter inte Robert Alphonso Taft II efter sin far, utan efter farfadern Robert Taft, som var senator 1939–1953. Namnet Alphonso är ett namn som farfadern fick efter sin farfar, Alphonso Taft, som grundade den politiska dynastin Taft och var USA:s justitieminister 1876–1877. USA:s president William Howard Taft var Bob Tafts farfars far.